# Fläckebo socken
Fläckebo socken i mellersta Västmanland ingick i Norrbo härad, ingår sedan 1971 i Sala kommun och motsvarar från 2016 Fläckebo distrikt. 
Socknens areal är 120,29 kvadratkilometer, varav 111.00 land. År 2000 fanns här 780 invånare. En del av tätorten Sätra brunn samt kyrkbyn Fläckebo med sockenkyrkan Fläckebo kyrka ligger i socknen. 

## Administrativ historik
Fläckebo socken har medeltida ursprung.
Vid kommunreformen 1862 övergick socknens ansvar för de kyrkliga frågorna till Fläckebo församling och för de borgerliga frågorna till Fläckebo landskommun. Landskommunen inkorporerades 1952 i Västerfärnebo landskommun som upplöstes 1971 då denna del uppgick i Sala kommun. Församlingen uppgick 2008 i Västerfärnebo-Fläckebo församling.
1 januari 2016 inrättades distriktet Fläckebo, med samma omfattning som församlingen hade 1999/2000.  
Socknen har tillhört fögderier, tingslag och domsagor enligt vad som beskrivs i artikeln Norrbo härad. De indelta soldaterna tillhörde Västmanlands regemente och Livkompaniet.

## Geografi
Fläckebo i mellersta Västmanland är en liten jordbruksdominerad socken i övre delen av Svartåns dalgång, med odlingsbygd kring Fläcksjön och Svartån. I socknens östra delar dominerar skog.

## Fornlämningar
Lösfynd och boplatser från stenåldern är funna. Från järnåldern finns några små gravfält, spridda gravar, två fornborgar och två runstenar.

## Namnet
Namnet (1358 Flättyabo) kommer från ett äldre namn på Fläcksjön, Fläti, 'den flata'. Efterleden är bo, 'bygd'. Namnet började skivas Fläckebo på 1600-talet.

## Befolkningsutveckling
| Befolkningsutvecklingen i Fläckebo socken 1750–1990                                                     | Befolkningsutvecklingen i Fläckebo socken 1750–1990 | Befolkningsutvecklingen i Fläckebo socken 1750–1990 | Befolkningsutvecklingen i Fläckebo socken 1750–1990 | Befolkningsutvecklingen i Fläckebo socken 1750–1990 |
| --- | --------------------------------------------------- | --------------------------------------------------- | --------------------------------------------------- | --------------------------------------------------- |
| |                                                     |                                                     |                                                     |                                                     |
| År |                                                     |                                                     | Folkmängd                                           |                                                     |
| 1750 | 1750                                                |                                                     | 1 011                                               |                                                     |
| 1760 | 1760                                                |                                                     | 1 060                                               |                                                     |
| 1769 | 1769                                                |                                                     | 1 054                                               |                                                     |
| 1780 | 1780                                                |                                                     | 1 086                                               |                                                     |
| 1790 | 1790                                                |                                                     | 1 082                                               |                                                     |
| 1800 | 1800                                                |                                                     | 1 119                                               |                                                     |
| 1810 | 1810                                                |                                                     | 1 092                                               |                                                     |
| 1820 | 1820                                                |                                                     | 1 178                                               |                                                     |
| 1830 | 1830                                                |                                                     | 1 188                                               |                                                     |
| 1840 | 1840                                                |                                                     | 1 218                                               |                                                     |
| 1850 | 1850                                                |                                                     | 1 213                                               |                                                     |
| 1860 | 1860                                                |                                                     | 1 231                                               |                                                     |
| 1870 | 1870                                                |                                                     | 1 337                                               |                                                     |
| 1880 | 1880                                                |                                                     | 1 414                                               |                                                     |
| 1890 | 1890                                                |                                                     | 1 425                                               |                                                     |
| 1900 | 1900                                                |                                                     | 1 312                                               |                                                     |
| 1910 | 1910                                                |                                                     | 1 194                                               |                                                     |
| 1920 | 1920                                                |                                                     | 1 150                                               |                                                     |
| 1930 | 1930                                                |                                                     | 1 078                                               |                                                     |
| 1940 | 1940                                                |                                                     | 958                                                 |                                                     |
| 1950 | 1950                                                |                                                     | 883                                                 |                                                     |
| 1960 | 1960                                                |                                                     | 747                                                 |                                                     |
| 1970 | 1970                                                |                                                     | 640                                                 |                                                     |
| 1980 | 1980                                                |                                                     | 715                                                 |                                                     |
| 1990 | 1990                                                |                                                     | 777                                                 |                                                     |
| Anm: Källor: Umeå universitet - Tabellverket 1749-1859, Demografiska databasen, CEDAR, Umeå universitet |                                                     |                                                     |                                                     |                                                     |